# Communistische Partij van Sri Lanka
De Communistische Partij van Sri Lanka is een communistische partij in Sri Lanka.

## Geschiedenis
De CPSL werd in 1943 opgericht als de Communistische Partij van Ceylon en was een voortzetting van de onder andere door Udakendawala Siri Saranankara Thero opgerichte Verenigde Socialistische Partij.
De USP was gevormd uit de pro-Sovjet-Unie vleugel van de Lanka Sama Samaja Party. De USP werd  door de koloniale autoriteiten verboden.
De USP en dan de CPC stonden aanvankelijk onder leiding van SA Wickremesinghe.